# Gura Ocniței
Gura Ocniței è un comune della Romania di 7 700 abitanti, ubicato nel distretto di Dâmbovița, nella regione storica della Muntenia.
Il comune è formato dall'unione di 4 villaggi: Adânca, Gura Ocniței, Ochiuri, Săcueni.